# Champ de tir de Alcochete
Le Champ de tir de Alcochete (CTA) est un champ de la Force aérienne portugaise qui sert à des exercices et entrainements d'opérations militaires, ou d'actions qui peuvent être conduites dans les carrières de tir et les structures d'essai qui y sont intégrés, ainsi que l'entrepôt de matériel de guerre. Il est situé dans le bassin sédimentaire du Tage et s'étend sur 7 539 hectares de terrain. 
Bien qu'il tire son nom de Alcochete, la ville la plus proche, les terrains du CTA se situent en majorité sur la paroisse de Samora Correia, et sur Canha pour le reste.

## Histoire
Créé par décret royal le 24 mars 1904 comme polygone de tir d'artillerie d'une superficie de 1 680 hectares, il est intégré à la Force aérienne portugaise le 26 février 1993 par le décret-loi 51/93 (comme unité territoriale, sous la dépendance du Commandement Opérationnel de la force aérienne).